# 神龜 (日本)
神龜（724年二月初四—729年八月初五）是奈良時代聖武天皇之年號。

## 改元
- 养老八年二月初四（724年3月3日）：改元神龟。
- 神龟六年八月初五（729年9月2日）：改元天平。

## 紀年
| 神龜 | 元年  | 二年  | 三年  | 四年  | 五年  | 六年  |
| ---- | ----- | ----- | ----- | ----- | ----- | ----- |
| 公元 | 724年 | 725年 | 726年 | 727年 | 728年 | 729年 |
| 干支 | 甲子  | 乙丑  | 丙寅  | 丁卯  | 戊辰  | 己巳  |

## 參看
- 日本年號索引
  - 其他使用神龜年號的政權
- 同期存在的其他政权的紀年
  - 開元（713年十二月—741年十二月）：唐朝唐玄宗之年號
  - 仁安（720年—737年）：渤海武王大武藝之年號